# رابرت آلثورن
رابرت آلثورن (انگلیسی: Robert Ullathorne؛ زادهٔ ۱۱ اکتبر ۱۹۷۱) بازیکن فوتبال اهل انگلستان است.
از باشگاه‌هایی که در آن بازی کرده‌است می‌توان به باشگاه فوتبال اوساسونا، باشگاه فوتبال نوتس کانتی، نورث‌همپتون تاون، شفیلد یونایتد، لستر سیتی، و نوریچ سیتی اشاره کرد.
وی همچنین در تیم ملی فوتبال زیر هجده سال انگلستان بازی کرده است.